# Großsteingrab Venslev Marker 4
Das Großsteingrab Venslev Marker 4 war eine megalithische Grabanlage der jungsteinzeitlichen Nordgruppe der Trichterbecherkultur im Kirchspiel Ferslev in der dänischen Kommune Frederikssund. Es wurde im 19. Jahrhundert zerstört.

## Lage
Das Grab lag südlich von Venslev auf einem Feld. In der näheren Umgebung gibt bzw. gab es zahlreiche weitere megalithische Grabanlagen.

## Forschungsgeschichte
Im Jahr 1873 führten Mitarbeiter des Dänischen Nationalmuseums eine Dokumentation der Fundstelle durch. Zu dieser Zeit waren keine baulichen Überreste mehr auszumachen. Das Grab war einige Zeit zuvor restlos abgetragen worden.

## Beschreibung

### Architektur
Über Orientierung, Maße und Typ der Anlage liegen keine Angaben vor.

### Funde
In dem Grab wurden menschliche Knochen entdeckt. An Beigaben wurden ein geschliffenes dünnackiges Beil, ein dünnblattiges Beil, ein Sichel, ein Dolch, ein Meißel, drei Pfeilspitzen sowie eine spätneolithische Pfeilspitze (alle aus Feuerstein), ein Anhänger aus Schiefer und verzierte Keramikscherben gefunden. Die Funde sind allesamt verschollen.